# Jang Kyung-gu
Dans ce nom coréen, le nom de famille, Jang, précède le nom personnel.
Jang Kyung-gu, né le 29 mai 1990, est un coureur cycliste sud-coréen.

## Biographie
En septembre 2014, il remporte la course en ligne des Jeux asiatiques.

## Palmarès sur route

### Par année
- 2010
  - Jeolginyeon Stage Race :
    - Classement général
    - 1re étape

  - 7e étape du Tour de Corée
  - 2e du Tour de Séoul
- 2011
  - 2e du Tour de Hokkaido
  - 4e du championnat d'Asie sur route
- 2012
  - Jeolginyeon Stage Race :
    - Classement général
    - 2e étape

  - Daetongryeonggi Gapyeong Stage Race :
    - Classement général
    - 1re étape

  - 8e du championnat d'Asie sur route
  - 8e du championnat d'Asie du contre-la-montre
- 2013
  - Daetongryeonggi Gapyeong Stage Race :
    - Classement général
    - 1re et 2e étapes

  - 1re étape du Keun Suk Stage Race
- 2014
  -  Médaillé d'or de la course en ligne des Jeux asiatiques
  - Jeolginyeon Stage Race :
    - Classement général
    - 1re et 2e étapes

  - Daetongryeonggi Gapyeong Stage Race :
    - Classement général
    - 1re et 2e étapes

  - 6e étape du Tour de Corée
  - 5e du championnat d'Asie sur route
- 2015
  -  Champion de Corée du Sud du contre-la-montre
  - Presidential Gapyeong Tour :
    - Classement général
    - 1re et 2e étapes
- 2016
  - Kangjin Memorial Tour :
    - Classement général
    - 1re et 2e étapes

  - 1re étape du Presidential Gapyeong Tour
  - 6e étape du Tour de Singkarak
  - 2e du Presidential Gapyeong Tour
  - 3e du championnat de Corée du Sud du contre-la-montre
- 2017
  -  Champion de Corée du Sud sur route
  - Kangjin Memorial Tour :
    - Classement général
    - 1re, 2e et 3e étapes

  - Presidential Gapyeong Tour :
    - Classement général
    - 1re étape
- 2018
  - Kangjin Memorial Tour :
    - Classement général
    - 1re, 2e et 3e étapes
- 2021
  -  Champion de Corée du Sud sur route
  - Kangjin Memorial Tour :
    - Classement général
    - 1re et 2e étapes
- 2022
  - Changyeong Stage Race :
    - Classement général
    - 1re et 2e étapes

  - Kangjin Memorial Tour :
    - Classement général
    - 1re étape
- 2023
  -  Champion de Corée du Sud du contre-la-montre
  - Binh Duong TV Cup :
    - Classement général
    - 1re, 2e et 4e étapes

  - Changnyeong Stage Race :
    - Classement général
    - 1re et 2e étapes

  - Kangjin Memorial Tour :
    - Classement général
    - 1re et 2e étapes

  - 5e étape du Tour de Thaïlande
  - 2e du championnat de Corée du Sud sur route
- 2024
  -  Champion de Corée du Sud sur route
  - Changnyeong Tour :
    - Classement général
    - 1re, 2e et 3e étapes

  - Kangjin Memorial Tour :
    - Classement général
    - 1re étape

### Classements mondiaux
| Année                                 | 2010 | 2011 | 2012 | 2013 | 2014 | 2015 | 2016  | 2017 | 2018 | 2019 | 2020 | 2021 | 2022  | 2023 | 2024  |
| ------------------------------------- | ---- | ---- | ---- | ---- | ---- | ---- | ----- | ---- | ---- | ---- | ---- | ---- | ----- | ---- | ----- |
| Classement mondial                    |      |      |      |      |      |      | 1426e | 897e | 660e | nc   | nc   | 906e | 2511e | 346e | 1132e |
| UCI Asia Tour                         | 129e | 20e  | 102e | nc   | 88e  | 244e | 230e  | 110e | 59e  | nc   | nc   | 30e  | 282e  | 11e  | 68e   |
|                                       |      |      |      |      |      |      |       |      |      |      |      |      |       |      |       |
| Légende : nc = non classéSource : UCI |      |      |      |      |      |      |       |      |      |      |      |      |       |      |       |

## Palmarès sur piste

### Championnats nationaux
- 2024[2]
  -  Champion de Corée du Sud de l'omnium
  -  Champion de Corée du Sud de poursuite par équipes (avec Choe Hyeong-min, Kim Hwa-rang, Jeong Jae-heon et Lee Jin-gu)
- 2025
  -  Champion de Corée du Sud de poursuite par équipes (avec Choe Hyeong-min, Kim Hwa-rang et Lee Jin-gu)[3]